# San Damiano d'Asti
San Damiano d'Asti (San Damian d'Ast in piemontese) è un comune italiano di 8 040 abitanti della provincia di Asti in Piemonte.

## Geografia fisica
Situato a 15 km dal capoluogo provinciale (Asti), a 45 da quello regionale (Torino) e 50 km da Cuneo, il comune di San Damiano d'Asti è un paese dell'alto Monferrato, quasi al centro delle Colline Alfieri, territorio costituito dai lembi estremi delle Langhe e del Monferrato.
L'abitato si distende su una bassa collina (il punto più alto raggiunge i 339 metri) sul lato sinistro del torrente Borbore ed è costituito da tre grossi borghi sviluppatisi intorno al centro storico: Borgo Rondò a nord-est verso Asti, Borgo Piano a ovest e Borgo San Rocco a sud. Tra i vigneti delle colline circostanti sono disseminati i numerosi casali e frazioni del paese.
- Corsi d'acqua: torrente Borbore, rio Valmaggiore, rio Maggiore, rio Coasso, rio Blesio, rio Cravina, rio di Priocca, rio Sghiarotta.
- Classificazione sismica: zona 4 (sismicità irrilevante), Ordinanza PCM n. 3274 del 20 marzo 2003, aggiornata al 16 gennaio 2006[4].
- Classificazione climatica: E (i Gradi giorno della città sono 2.632 e il limite massimo consentito per l'accensione dei riscaldamenti è di 14 ore giornaliere, dal 15 ottobre al 15 aprile), DPR n. 412 del 26 agosto 1993[4].

## Storia
Nel 1275, durante il conflitto tra la Repubblica di Genova e Carlo d'Angiò, gli astesani conquistarono e rasero al suolo i castelli di Gorzano, Castelnuovo, Lavezzole e Marcellengo nella valle del Borbore; nei dintorni fondarono un nuovo borgo in cui furono costretti ad abitare i paesani dei villaggi distrutti. L'insediamento prese il nome di San Damiano da una preesistente chiesetta dedicata a quel santo e da allora rimase sempre fedele al comune di Asti.
Dalla metà del XIV secolo San Damiano fu annessa agli stati monferrini di cui seguì le alterne vicende nelle guerre con i Visconti di Milano, i principi di Savoia-Acaia e nelle cosiddette "guerre di preponderanza" fra Spagna e Francia. Il trattato di Cherasco del 7 aprile 1631 e il successivo trattato di Mirafiori (1632) assegnarono San Damiano d'Asti a Casa Savoia che vi infeudò i marchesi di San Martino d'Agliè, cui seguirono gli aleramici conti Carlevaris (la loro residenza è l'attuale Palazzo Comunale). Da allora la storia di San Damiano d'Asti coincise con quella del regno di Sardegna prima e del regno d'Italia poi. San Damiano d'Asti è inoltre città di origine della famiglia nobile Roberti di Castelvero.

### Simboli
Lo stemma, il gonfalone e la bandiera del comune di San Damiano d'Asti sono stati concessi con decreto del presidente della Repubblica del 7 marzo 2001..
Il gonfalone è un drappo partito di rosso e di azzurro.

### Onorificenze
Il 14 febbraio 2018 le è stato conferito il titolo di città dal presidente della Repubblica Sergio Mattarella.

## Monumenti e luoghi d'interesse

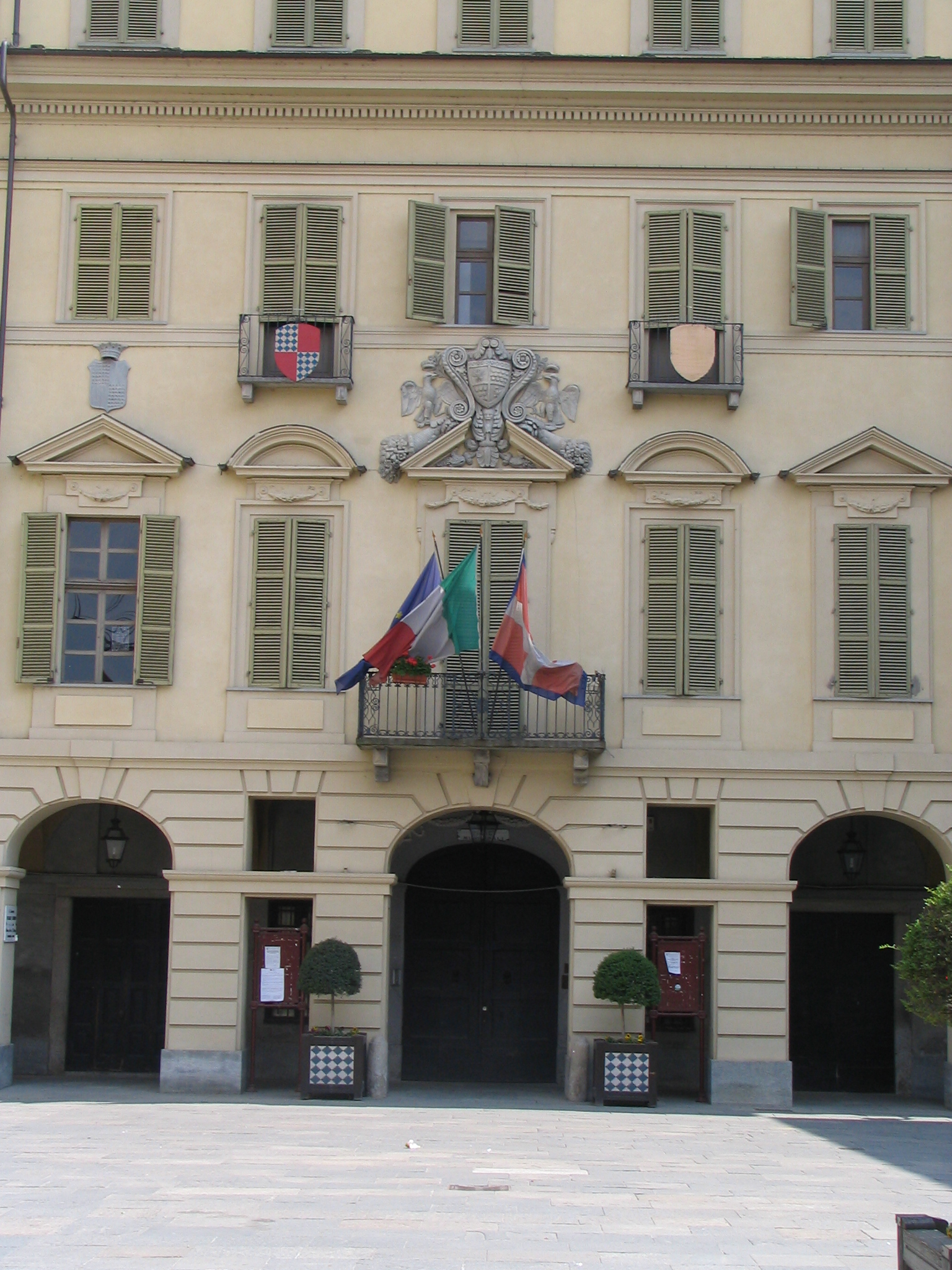
Il palazzo comunale

Il centro storico rispecchia l'originario Sancti Damiani Oppidum, la villa nova realizzata nel 1275-1276 dal genovese Oberto Spinola, allora Capitano del Popolo di Asti, come un accampamento militare romano. Ha la tipica maglia ortogonale incentrata sulla Contrada Maestra (attuale via Roma), intersecata a distanza regolare da dieci contrade minori, e chiusa sui quattro lati dalle mura (che si conservano quasi intatte sul lato orientale) con altrettanti argini difensivi (gli attuali baluardi Magenta, Solferino, Montebello e Palestro, divenuti viali alberati a tigli e platani), torri e un castello.
La villa nova aveva due sole porte d'accesso: Porta Sottéra, verso Asti, e Porta Sovéra al capo opposto, verso Alba. Nel Quattrocento il castello e le fortificazioni di Porta Sottéra vennero riutilizzate trasformandole nella chiesa parrocchiale dei Santi Cosma e Damiano e nel suo campanile (all'interno è conservato un coro ligneo circolare quattrocentesco).

### Architetture
- Chiesa dei Santi Cosma e Damiano
- Chiesa di San Giuseppe
- Castello di Lavezzole

## Società

### Evoluzione demografica
Abitanti censiti

### Etnie e minoranze straniere
Secondo i dati ISTAT al 31 dicembre 2018 la popolazione straniera residente era di 1.292 persone, pari al 15,6 % della popolazione residente.
Le nazionalità maggiormente rappresentate in base alla loro percentuale sul totale della popolazione straniera erano:
- Romania 830 (64,24%)
- Albania 168 (13%)
- Marocco 104 (8,05%)

### Tradizioni e folclore

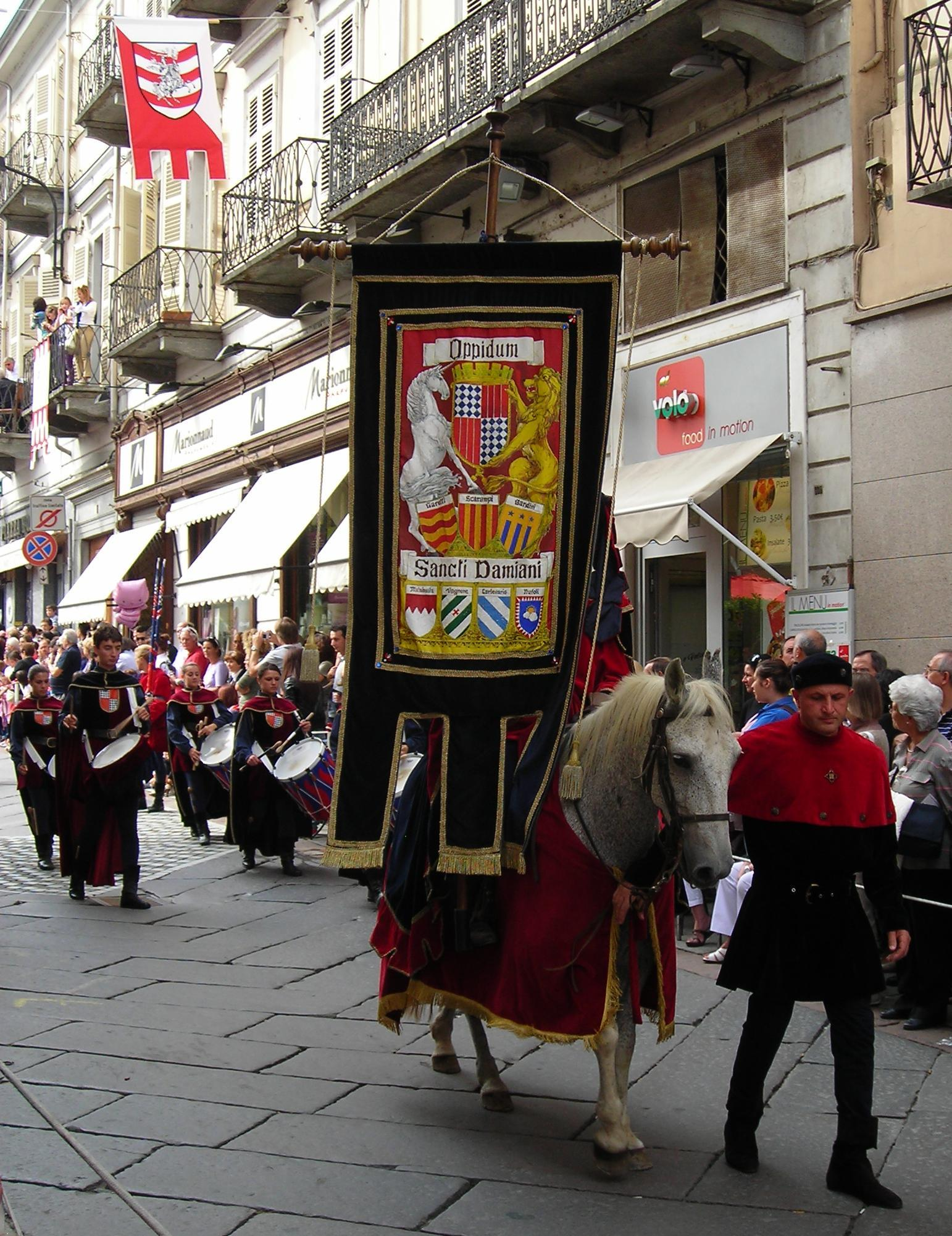
Il comune al corteo storico del palio (2009)

San Damiano è uno dei 7 comuni che partecipano al Palio di Asti. È una festa che culmina la prima domenica di settembre con la corsa dei cavalli montati "a pelo", cioè senza sella, in piazza Alfieri ad Asti. I partecipanti (o confratelli) sono in totale 21, di cui 7 comuni e 14 rioni e borghi cittadini. Nell'antichità la confraternita di S.Giuseppe di San Damiano d'Asti vinse il Palio il 27 aprile 1749 con il fantino Antonio Ranco. In epoca moderna il comune di San Damiano d'Asti ha vinto il Palio nel 2011 con il fantino Massimo Coghe.

## Economia
Le colline della zona, coltivate a frutteti, prati e vigneti, sono il principale fattore economico del paese, dedito soprattutto all'agricoltura e rinomato per la produzione di uva (barbera, bonarda e freisa), frutta (pere, mele e pesche), ortaggi (cardo, sedano e peperone), miele, tartufi, per l'allevamento del bestiame (cappone di San Damiano d'Asti, bovino piemontese) e, un tempo, per la sericoltura. Vi operano anche piccole e medie industrie tessili, metalmeccaniche e alimentari.

## Infrastrutture e trasporti

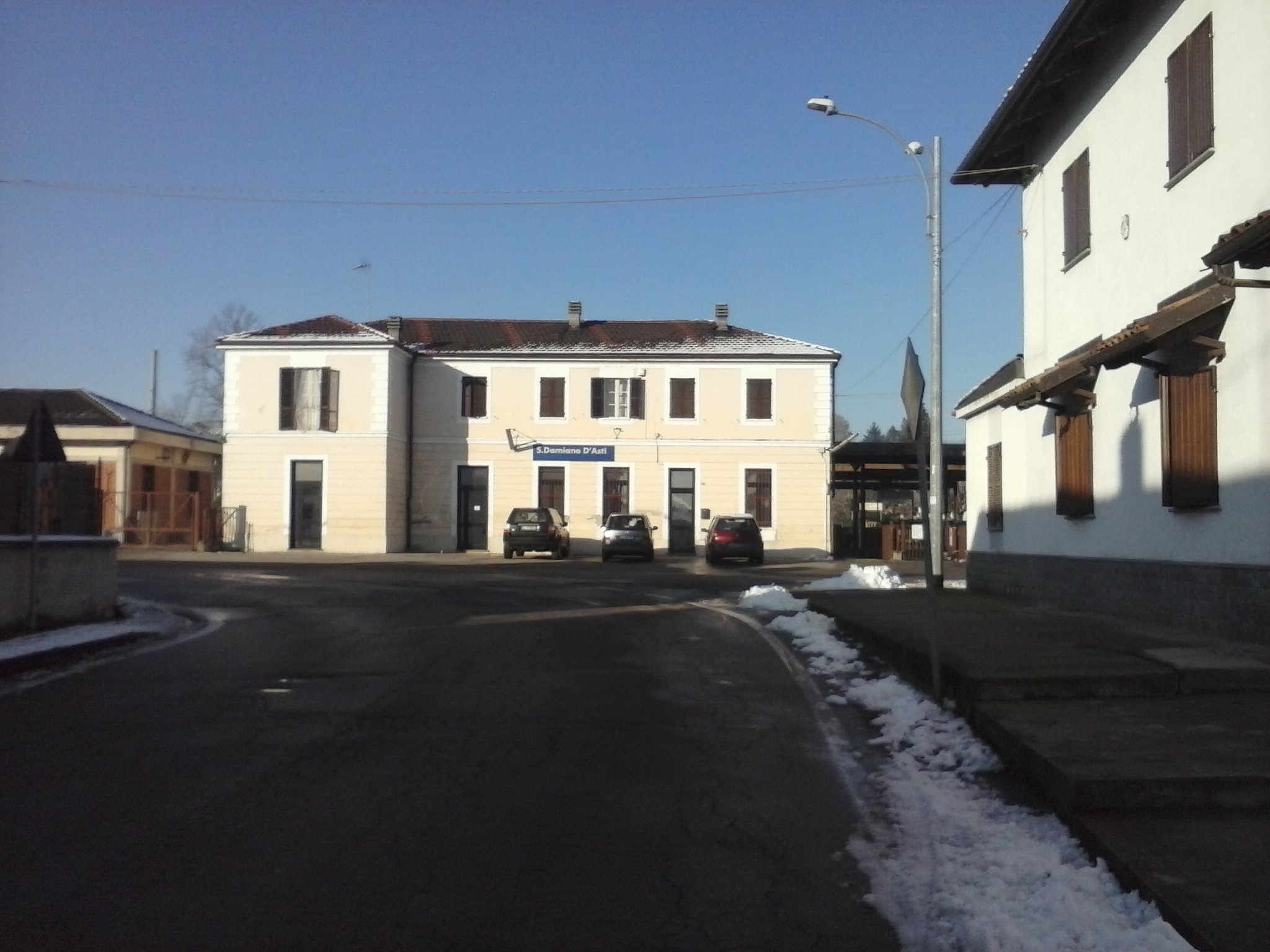
La stazione

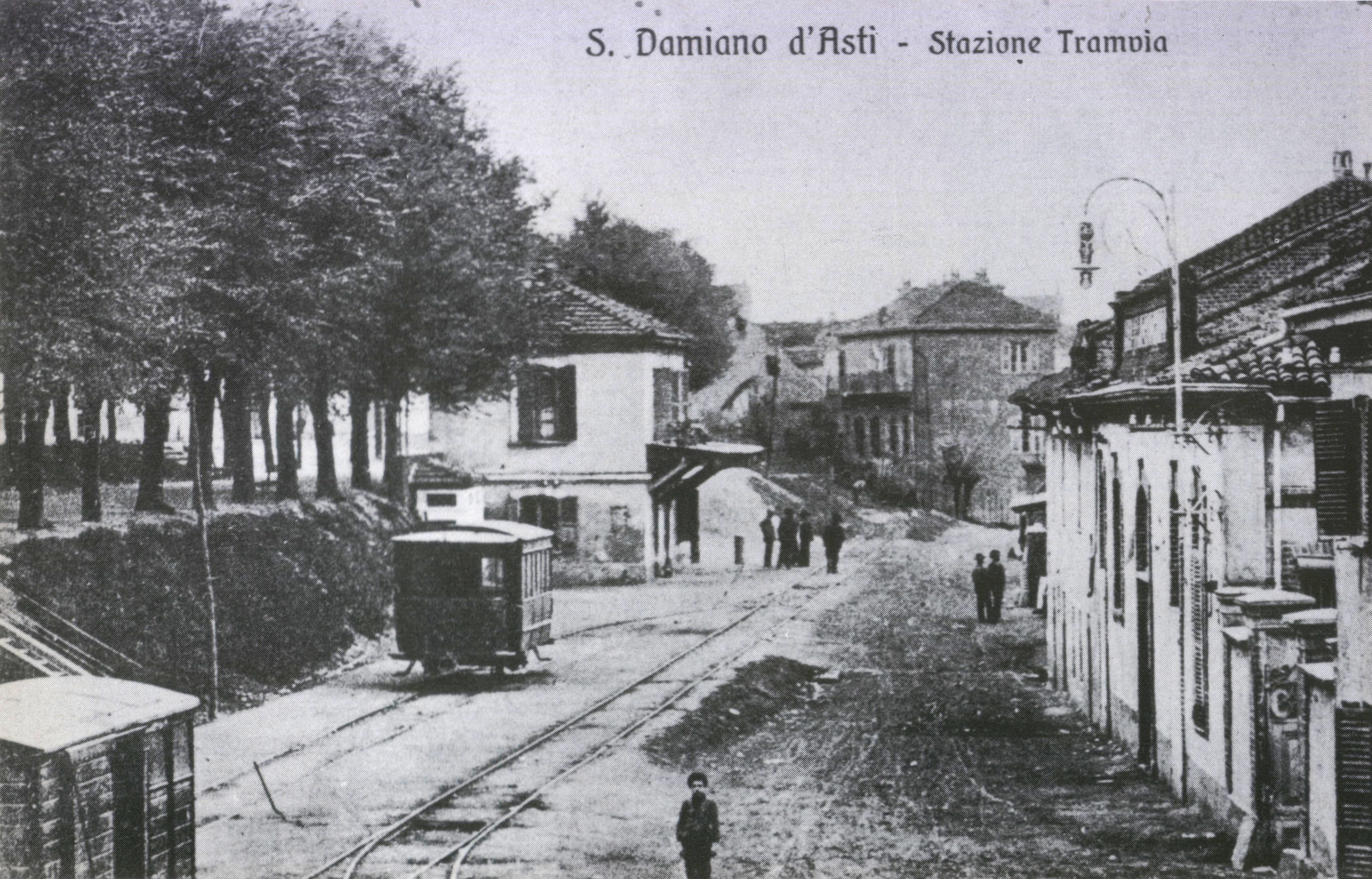
La tranvia

Tra il 1882 e il 1935 San Damiano d'Asti fu servito dalla tranvia Asti-Canale.
L'attuale stazione ferroviaria, situata lungo la linea Torino-Genova, si trova ad alcuni chilometri dal centro, nella frazione astigiana di Vaglierano Basso. Fu costruita a servizio dell'ex comune di Vaglierano ma, dopo la sua soppressione, assunse l'attuale denominazione.
- Strade Provinciali

San Damiano d'Asti è collegata al comune di Asti attraverso la Strada Provinciale 58.

## Amministrazione
Di seguito è presentata una tabella relativa alle amministrazioni che si sono succedute in questo comune.
| Periodo        | Periodo        | Primo cittadino     | Partito                               | Carica  | Note  |
| -------------- | -------------- | ------------------- | ------------------------------------- | ------- | ----- |
| 20 giugno 1985 | 31 maggio 1990 | Francesco Massobrio | lista civica                          | Sindaco | [ 9 ] |
| 31 maggio 1990 | 24 aprile 1995 | Francesco Massobrio | Democrazia Cristiana                  | Sindaco | [ 9 ] |
| 24 aprile 1995 | 14 giugno 1999 | Alberto Marinetto   | centro-destra                         | Sindaco | [ 9 ] |
| 14 giugno 1999 | 14 giugno 2004 | Valter Valle        | lista civica                          | Sindaco | [ 9 ] |
| 14 giugno 2004 | 8 giugno 2009  | Valter Valle        | lista civica                          | Sindaco | [ 9 ] |
| 8 giugno 2009  | 26 maggio 2014 | Mauro Caliendo      | lista civica                          | Sindaco | [ 9 ] |
| 26 maggio 2014 | 27 maggio 2019 | Mauro Caliendo      | lista civica Tradizione - innovazione | Sindaco | [ 9 ] |
| 27 maggio 2019 | in carica      | Davide Migliasso    | lista civica Insieme per crescere     | Sindaco | [ 9 ] |

### Gemellaggi
San Damiano d'Asti è gemellato con:
- Kriens, dal 1998[10]
- Septèmes-les-Vallons

### Altre informazioni amministrative
San Damiano d'Asti ha fatto parte della comunità collinare "Colline Alfieri", e in seguito della comunità collinare "Terre di vini e di tartufi", insieme ai comuni di Celle Enomondo, Tigliole e Revigliasco d'Asti.

## Sport
Ha sede nel comune la società di calcio A.S.D. Spartak San Damiano, che milita nel campionato di calcio di Prima Categoria 2021-2022.
La società venne fondata nel 1992 dall'unione di due squadre rivali di due frazioni di San Damiano d'Asti.

### Impianti sportivi
- Stadio Comunale Norino Fausone: è l'impianto sportivo più grande della città, sede delle partite interne dello Spartak San Damiano. La tribuna può ospitare fino a 500 spettatori.
- Campo sportivo Vittorio Alfieri: è il campo di allenamento dello Spartak San Damiano e del settore giovanile della società.
- Bocciodromo Comunale di San Damiano d'Asti: in questo bocciodromo si svolgono le partite dell'Unione Bocciofila Sandamianese, squadra di bocce principale della città.

### altre società sportive della città
- U.S.D. Nova Colligiana (calcio)
- A.S.D. Sandambasket (pallacanestro)
- A.S.D. Tennis Club San Damiano (tennis)
- A.S.D. Cobra Kombat(boxe)
- Unione Bocciofila Sandamianese (bocce)
- A.S.D. Sandamiano Rally il Grappolo (Rally)